# Monagroúlli
Monagroúlli (grec moderne : Μοναγρούλλι) est un village de Chypre de plus de 536 habitants.